# Świnica
Die Świnica (tschechisch/slowakisch Svinica, deutsch: Seenalmspitze) ist ein Berg an der polnisch-slowakischen Grenze in der Hohen Tatra mit 2301 m. Sie besitzt zwei Gipfel, die sich um ca. 10 Höhenmeter unterscheiden. Der Niedrigere ist 2291 m hoch und im Gegensatz zum Höheren für Wanderer nicht zugänglich. Zwischen ihnen liegt der Bergpass Untere Seealmkerbe (Świnicka Szczerbina Niżnia) mit 2278 m. Manchmal wird auch die Seealmkoppe (Świnicka Kopa) als dritter Gipfel der Świnica bezeichnet. Die Świnica ist einer der westlichsten Gipfel der Hohen Tatra, in der Nähe zum Übergang zur Westtatra.

## Lage und Umgebung
Die Staatsgrenze verläuft über den Hauptgrat der Tatra, auf dem sich die Świnica befindet. Unterhalb des Gipfels liegen drei Täler, das Seealmtal (Dolina Zielona Gąsienicowa) im Nordwesten, das Kegelkar (Dolina pod Kołem) im Nordosten und das Stille Tal (Dolina Cicha) im Süden. In seiner ca. 500 m hohen Nordostwand gibt es zahlreiche Kletterrouten.
Vom Gipfel des Mała Walentkowa Czuba im Massiv der Walentkowa Grań im Osten wird die Świnica durch den Bergpass Walentkowa Przełęcz getrennt, von dem westlich gelegenen Gipfel Mittlerer Turm durch den Bergpass Seealmsattel (Świnicka Przełęcz) und von dem nördlich gelegenen Gipfel Oberer Seealmturm (Gąsienicowa Turnia) durch den Bergpass Obere Seealmscharte (Gąsienicowa Przełączka).

## Etymologie
Der polnische Name Świnica leitet sich von der Form des Gipfels, der an einen Schweinekopf erinnern soll, ab. Świnia ist das polnische Wort für Schwein.
Der deutsche Name Seenalmspitze leitet sich vom nordwestlich (auf der polnischen Seite) des Berges gelegenen an Seen reichen Tal namens Dolina Zielona Gąsienicowa ab, das im 19. Jahrhundert auch Dolina Stawiańska (und seine Alm daher Hala Stawiańska) genannt wurde, zu Deutsch also Seental und Seenalm. Diese Namen werden jedoch nicht mehr verwendet. Lediglich ein Bereich des Tals wird noch als Roztoka Stawiańska bezeichnet. Die Bezeichnung Schweinekopf war auch im deutschen in Gebrauch.

## Flora und Fauna
Trotz ihrer Höhe besitzt die Świnica eine bunte Flora und Fauna. Es treten zahlreiche Pflanzenarten auf, insbesondere hochalpine Blumen und Gräser. Neben Insekten und Weichtieren sowie Raubvögeln besuchen auch Murmeltiere und Gämsen den Gipfel.

## Besteigungen
Erstbesteigungen:
- Sommer – Maciej Sieczka, Eugeniusz Janota, Bronisław Gustawicz und Stanisław Librowski am 22. Juli 1867
- Winter – Jerzy Maślanka am 30. Dezember 1907

Beim Besteigen der Świnica allein auf polnischer Seite sind bereits mehr als 30 Personen tödlich verunglückt. Das größte Unglück ereignete sich am 15. August 1939, als sechs Wanderer in einem Gewitter ums Leben kamen.

## Tourismus

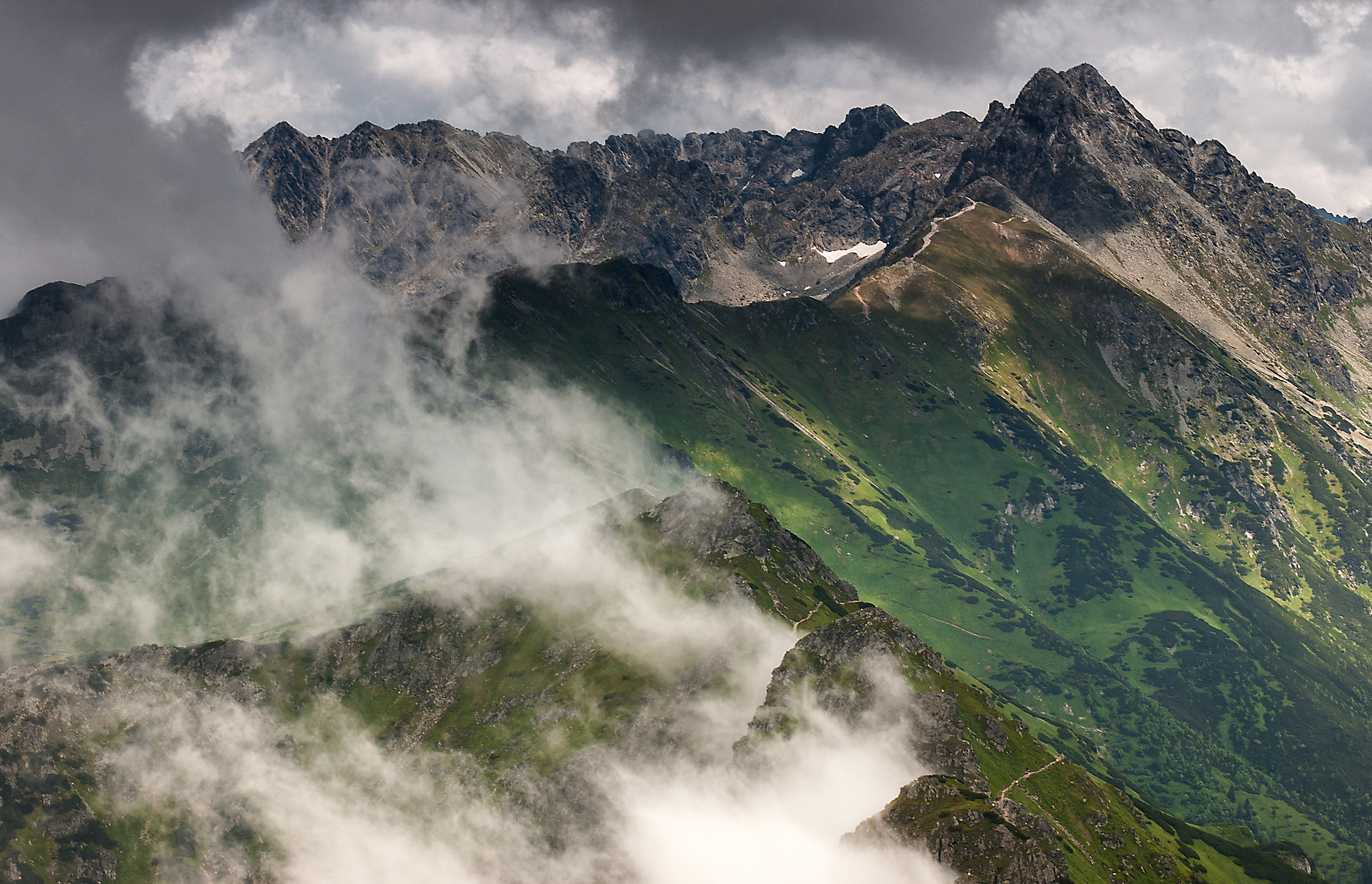
Blick vom Kasprowy Wierch

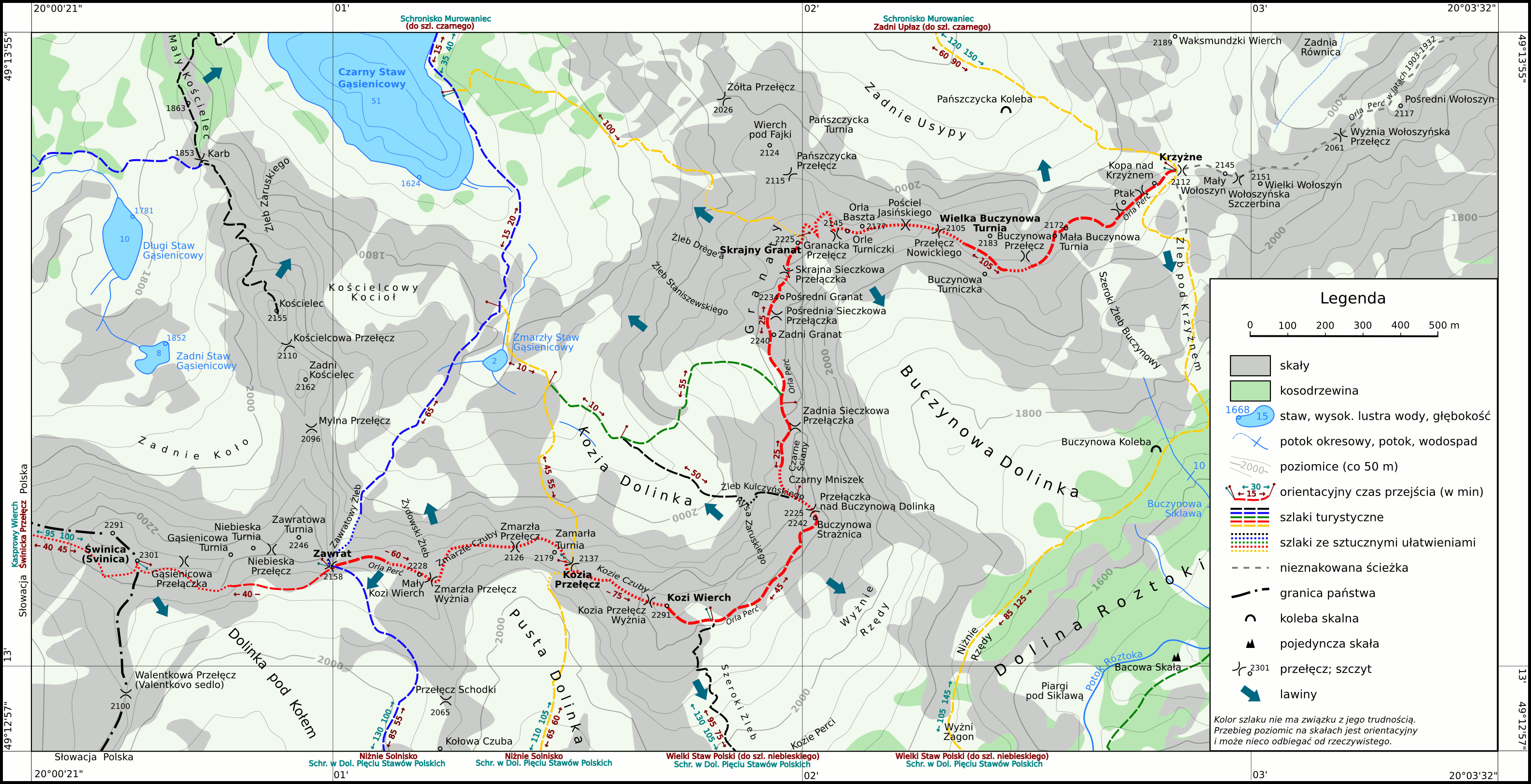
Karte des Höhenwegs Orla Perć

Die Świnica ist bei Wanderern ein sehr beliebter Gipfel. Der Aufstieg ist mittelschwer und der Gipfel ist vom benachbarten Kasprowy Wierch, auf den eine Seilbahn vom Zakopaner Stadtteil Kuźnice führt, schnell und einfach entlang dem Hauptkamm der Tatra erreichbar. Das letzte Stück des Weges ist kettengesichert. Der Gipfel ist auch bei Kletterern sehr beliebt, insbesondere die ca. 350 Meter hohe Nordostwand.

### Routen zum Gipfel
Der Wanderweg auf die Swinica führt entlang des Hauptkamms der Tatra und der polnisch-slowakischen Grenze.
- ▬ Ein rot markierter Wanderweg führt vom Kasprowy Wierch über die Gipfel Beskid und Skrajna Turnia sowie die Bergpässe Liliowe und Świnicka Przełęcz auf den Gipfel und weiter zum Höhenweg Orla Perć, wenn auch letztgenanntes Teilstück aus Sicherheitsgründen in diese Richtung nicht begangen werden darf. Von der Seite des Bergpasses Zawrat und damit der Täler Dolina Pięciu Stawów Polskich und Dolina Gąsienicowa ist der Aufstieg hingegen erlaubt, der  Wanderweg ist ebenfalls rot markiert. Als Ausgangspunkt für eine Besteigung aus den Tälern eignen sich die Berghütten Schronisko PTTK Murowaniec sowie Schronisko PTTK w Dolinie Pięciu Stawów Polskich.

## Belege
- Zofia Radwańska-Paryska, Witold Henryk Paryski, Wielka encyklopedia tatrzańska, Poronin, Wyd. Górskie, 2004, ISBN 83-7104-009-1.
- Tatry Wysokie słowackie i polskie. Mapa turystyczna 1:25.000, Warszawa, 2005/06, Polkart, ISBN 83-87873-26-8.

## Panorama

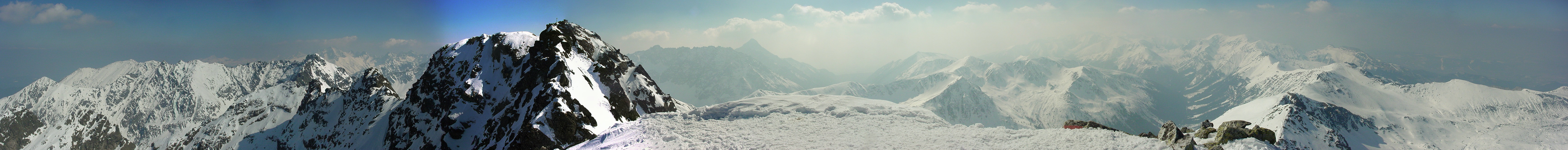
Panorama vom Gipfel